# Phytoseius bennetti
Phytoseius bennetti är en spindeldjursart som beskrevs av De Leon 1965. Phytoseius bennetti ingår i släktet Phytoseius och familjen Phytoseiidae. Inga underarter finns listade i Catalogue of Life.